# Atelopus coynei
Espèce
Statut de conservation UICN

 CR A2ace : 
En danger critique
Atelopus coynei est une espèce d'amphibiens de la famille des Bufonidae.

## Répartition
Cette espèce est endémique du versant Pacifique de la cordillère Occidentale dans le nord-ouest de l'Équateur. Elle se rencontre entre 600 et 1 380 m d'altitude dans les provinces de Pichincha, d'Imbabura et de Carchi.

## Description
Les mâles mesurent jusqu'à 23 mm et les femelles jusqu'à 32 mm.

## Étymologie
Cette espèce est nommée en l'honneur de Jerry Allen Coyne (1949-).

## Publication originale
- Miyata, 1980 : A new species of Atelopus (Anura:Bufonidae) from the cloud forests of northwestern Ecuador. Breviora, no 458, p. 1–10 (texte intégral).